# ロールバック
ロールバック（英: rollback、巻き戻し）はコンピュータ用語では、データ更新などで障害が起こったときに、その前の状態にまで戻ることをいう。後進復帰とも言う。
データベースでは、更新前のジャーナルファイルを使い、更新前の正常な状態に戻す。
コンピュータ用語以外では、過去の良い状態に戻ることなどを指す。ロールバック（長期低価格）商品、ロールバックマラリア（マラリア撃退）計画など。